# Gordijski vozel
Górdijski vôzel je po starogrški pravljici vozel, ki ga je na vozu, nekdaj v lasti kralja Midasa, zavozlal frigijski kralj Gordios.
Prerokovano je bilo, da bo zavladal svetu, kdor bo vozel razvozlal. Aleksander Veliki je leta 334/333 pr. n. št. problem rešil tako, da je vozel v mestu Gordiju kratkomalo presekal z mečem. Nato je zavladal svetu.
Danes v zvezi z gordijskim vozlom poznamo naslednje prispodobe:
- gordijski vozel: zapletena, težko rešljiva zadeva ali vprašanje
- presekati gordijski vozel: z odločnim, drznim posegom rešiti težko zadevo ali vprašanje; naloga, ki se jo da rešiti le s silo